# Page McConnell
Page Samuel McConnell (* 17. května 1963, Philadelphia, Pennsylvania, USA) je americký multiinstrumentalista, nejznámější jako člen alternativní rockové skupiny Phish.